# 奧切列特尼亞 (波格列比謝區)
49°20′13″N 29°7′25″E / 49.33694°N 29.12361°E
奧切列特尼亞（烏克蘭語：Очеретня），是烏克蘭的村落，位於該國西南部文尼察州，由文尼察區負責管轄，處於布德基夫卡河畔，始建於876年，面積0.51平方公里，海拔高度283米，2001年人口876。